# Prunus erioclada
Prunus erioclada är en rosväxtart som beskrevs av Joseph Friedrich Nicolaus Bornmüller. Prunus erioclada ingår i släktet prunusar, och familjen rosväxter. Inga underarter finns listade i Catalogue of Life.